# Petí
Petí (en llatí: Paetinus) era una forma allargada del cognomen Paetus (Pet) igual que Albinus deriva d'Albus.
Petí era el nom de família de la gens Fúlvia. Va substituir al nom familiar de Curv (Curvus) i més tard va ser substituït per Nobílior.
Entre els que van portar el cognom de Petí cal destacar a:
- Marc Fulvi Curi Petí, cònsol el 305 aC.
- Marc Fulvi Petí, cònsol el 299 aC.
- Servi Fulvi Petí Nobílior, cònsol el 255 aC.